# Jassanor
Jassanor (Jacanidae) är en familj i ordningen vadarfåglar vars arter återfinns över hela världen i den tropiska zonen.

## Kännetecken
Karakteristiskt för arterna inom familjen är deras långa ben och mycket stora fötter med långa tår och klor som möjliggör för dem att gå omkring på flytande vegetation i grunda sjöar vilket är deras främsta biotop.
Till fjäderdräkten är könen lika men honorna är större och det är hanarna som ruvar och tar hand om ungarna. Vissa av arterna, exempelvis gulpannad jassana, är även polyandriska.
Deras föda består främst av insekter och ryggradslösa djur som plockas från flytande vegetation eller vattenytan.
Merparten av arterna är stannfåglar men fasanjassana (Hydrophasianus chirurgus) flyttar om vintern till Indiska halvön och Sydostasien.

## Arter inom familjen
För att vara en familj med förhållandevis få arter så delas den upp i många släkten, hela sex släkten på bara åtta arter:
- Släkte Hydrophasianus
  - Fasanjassana (Hydrophasianus chirurgus)
- Släkte Jacana
  - Gulpannad jassana (Jacana spinosa)
  - Flikjassana (Jacana jacana)
- Släkte Microparra
  - Dvärgjassana (Microparra capensis)
- Släkte Irediparra
  - Kamjassana (Irediparra gallinacea)
- Släkte Metopidius
  - Bronsjassana (Metopidius indicus)
- Släkte Actophilornis
  - Afrikansk jassana (Actophilornis africanus)
  - Madagaskarjassana (Actophilornis albinucha)